# Guido Nincheri
Guido Nincheri (né le 29 septembre 1885 à Prato, en Italie – mort le 1er mars 1973 à Providence, Rhode Island, États-Unis) est un artiste du vitrail religieux et un fresquiste canadien d'origine italienne. Il a peut-être été l'artiste qui a produit le plus grand nombre d'œuvres religieuses au Canada durant le XXe siècle, plus de 3000. Ses vitraux et œuvres décoratives ornent environ 200 bâtiments, surtout des églises partout au Canada ainsi que dans nombre d'États de la Nouvelle-Angleterre.

## Biographie

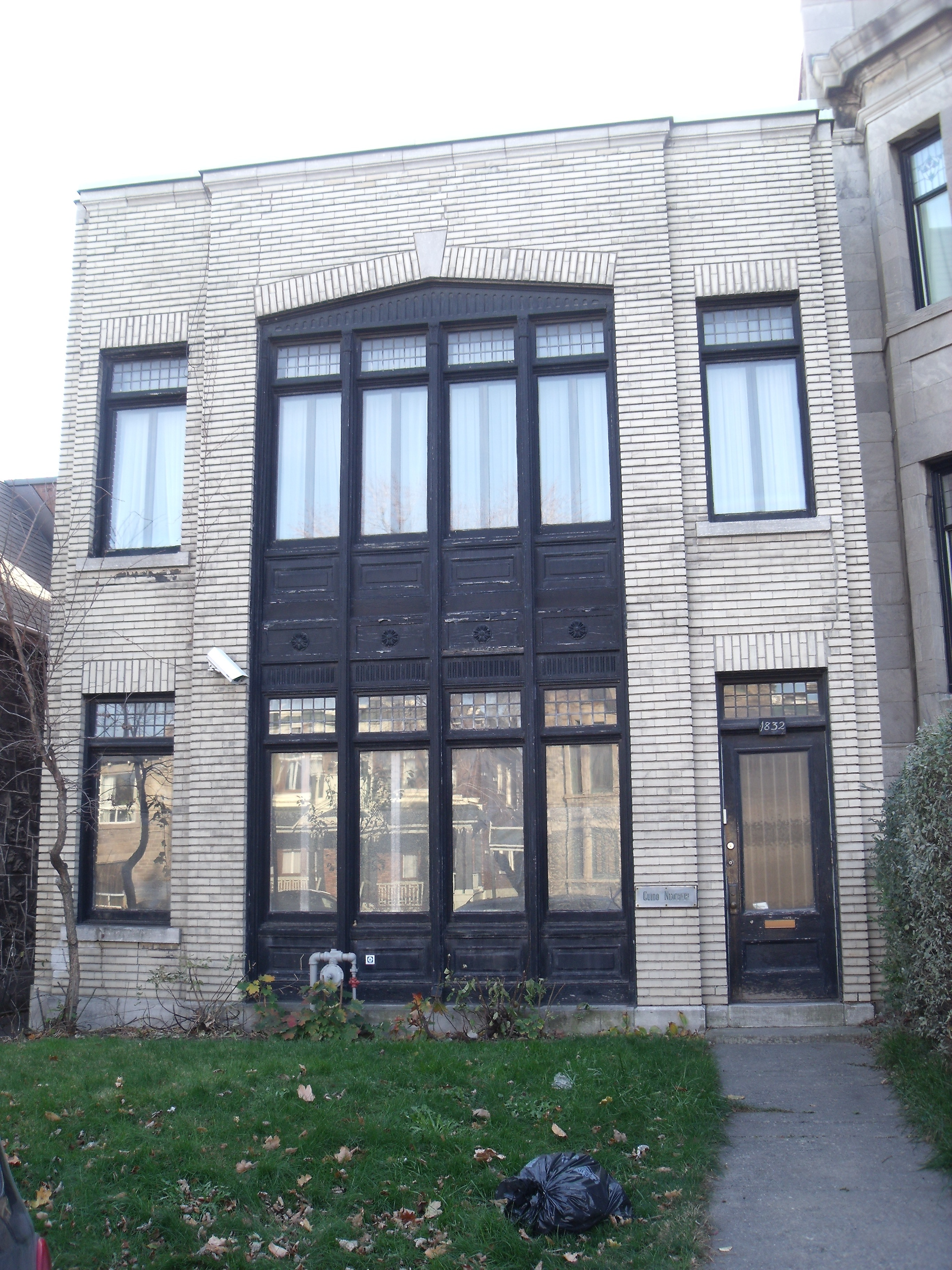
Studio Nincheri à Montréal

Après avoir étudié à l'Académie des beaux-arts de Florence entre 1907 et 1911, il se rend à Boston en 1913 avec son épouse Giulia Bandinelli (1897-1986), puis déménage à Montréal l'année suivante. Percevant son talent, le décorateur Henri Perdriau (1877-1950), un maître verrier français installé à Montréal en 1896, le prend sous son aile et lui enseigne l'art du vitrail. Son premier défi consiste à décorer l'église Saint-Viateur d'Outremont, une tâche qui lui vaudra rapidement une grande renommée. D'autre réalisations comme les verrières de la bibliothèque Saint-Sulpice et celles de la bibliothèque de l'Assemblée nationale attirent l'attention sur lui et lui permettent d'établir une clientèle. Nincheri a créé plusieurs décors muraux pour des endroits publics comme le cinéma du Belmont Palace et le restaurant Venus Sweets,. Il a aussi peint des décors dans des lieux privés, notamment sur des murs et des plafonds du château Dufresne où il a peint le mythe de Psyché dans les appartements privés d'Oscar Dufresne,.

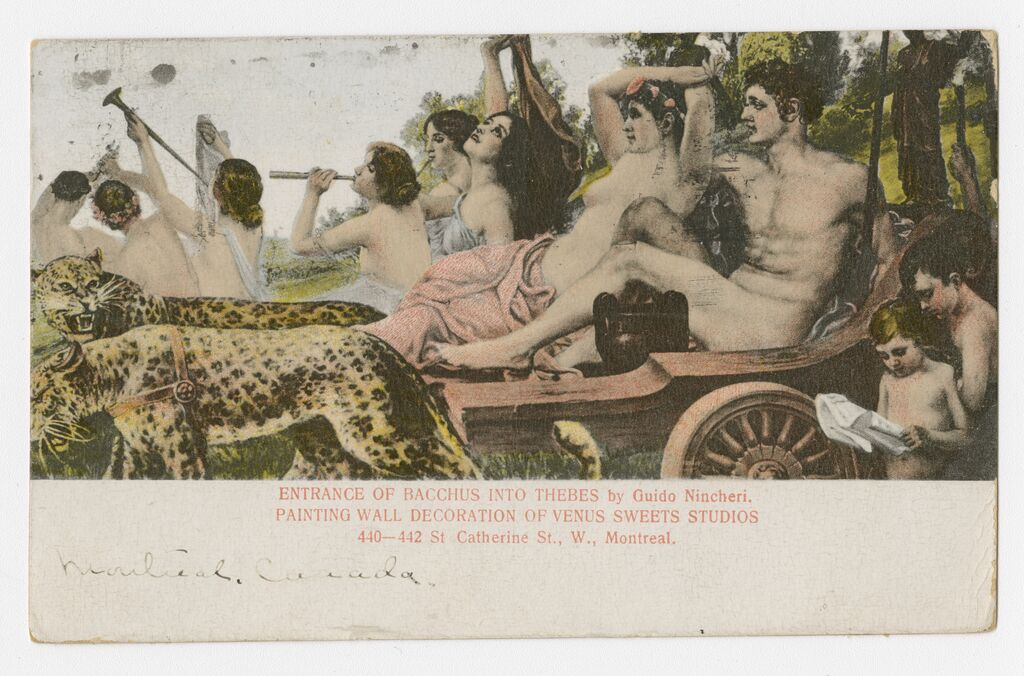
Entrée de Bacchus à Thèmes : peinture décoration murale peinte par Guido Nincheri au Venus Sweets à Montréal

En 1940, Nincheri est arrêté et détenu en vertu de la Loi des mesures de guerre. On lui reproche par ses origines italiennes d'être un sympathisant de Mussolini, en raison également d'un portrait du dictateur italien peint dans l'église Madonna Della Difesa (Notre-Dame de la Défense) construite à Montréal en 1927,. Cette commande d'ajouter l'image de Mussolini provenait des autorités religieuses catholiques qui l'avaient imposée pour commémorer les accords du Latran. Nincheri réussit cependant à prouver son innocence en déposant les plans et les contrats de la fresque.
Après la guerre, Nincheri déménage à Providence dans le Rhode Island et Gabriel, son fils aîné, dirige le studio à Montréal. Aux États-Unis, Nincheri réalise plusieurs contrats dont l'église St. Ann à Woonsocket. En 1969, Nincheri ferme ses portes de son studio, puis il meurt à Providence en 1973 après avoir décoré plus de 200 églises au Canada et en Nouvelle Angleterre.
Son atelier de Montréal a produit environ deux mille vitraux, certains dans des séries pouvant comporter jusqu'à 125 fenêtres. Durant sa carrière, 40 % des projets de Nincheri ont été réalisés au Québec. On considère que son chef-d'œuvre est l'église Saint-Léon de Westmount (décorée entre 1928 et 1944) dont l'intérieur impressionnant, constitué de fresques, de peintures à l'huile, de sculptures et de mobilier original, a été désigné lieu historique national du Canada en 1997. Son studio a créé près de 5 000 vitraux. 
Une importante collection de documents portant sur Nincheri et son œuvre est encore gardée dans l'ancien atelier de l'artiste à Montréal.
À Montréal, le parc Guido-Nincheri est situé à l'angle de la rue Rachel et du boulevard Pie-IX, en face du Château Dufresne et près de l'ancien studio de l'artiste. En novembre 2016, la volonté du maire de Montréal Denis Coderre de débaptiser le parc Guido-Nincheri et de le renommer en « parc de la Ville-de-Québec » pour le 375e anniversaire de Montréal mène à une levée de boucliers et à une pétition pour défendre le parc Guido-Nincheri et conserver son nom,.

## Œuvres

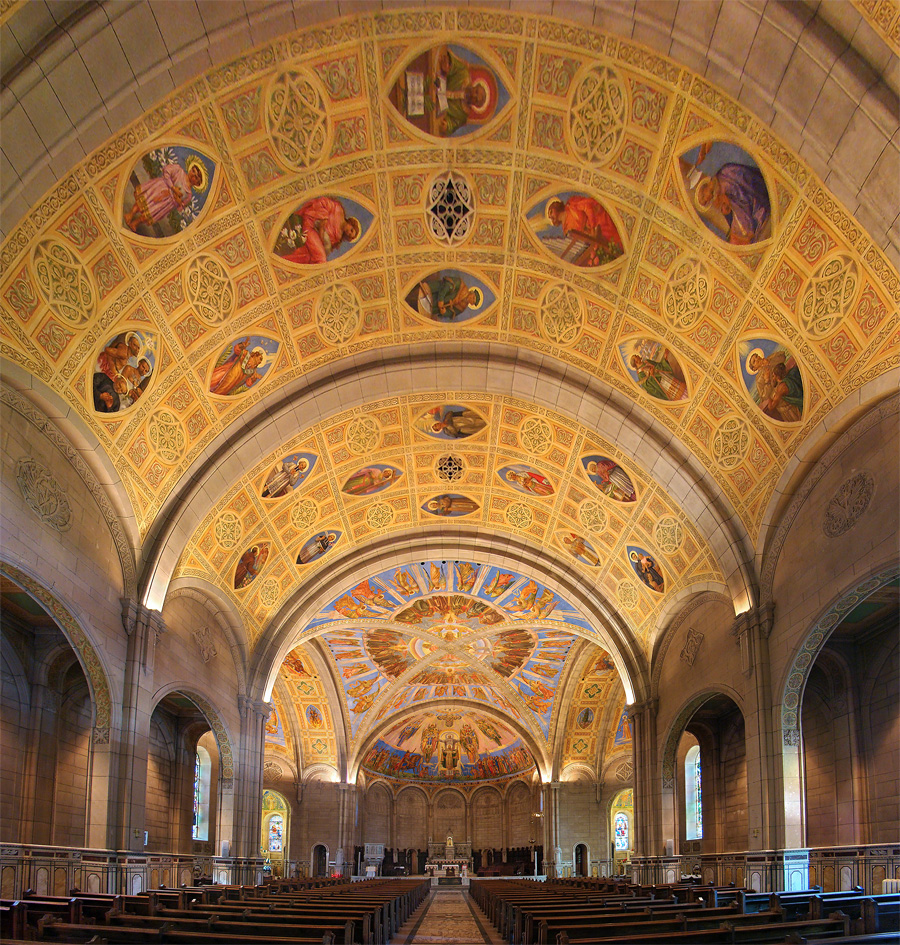
Église Saint-Léon de Westmount

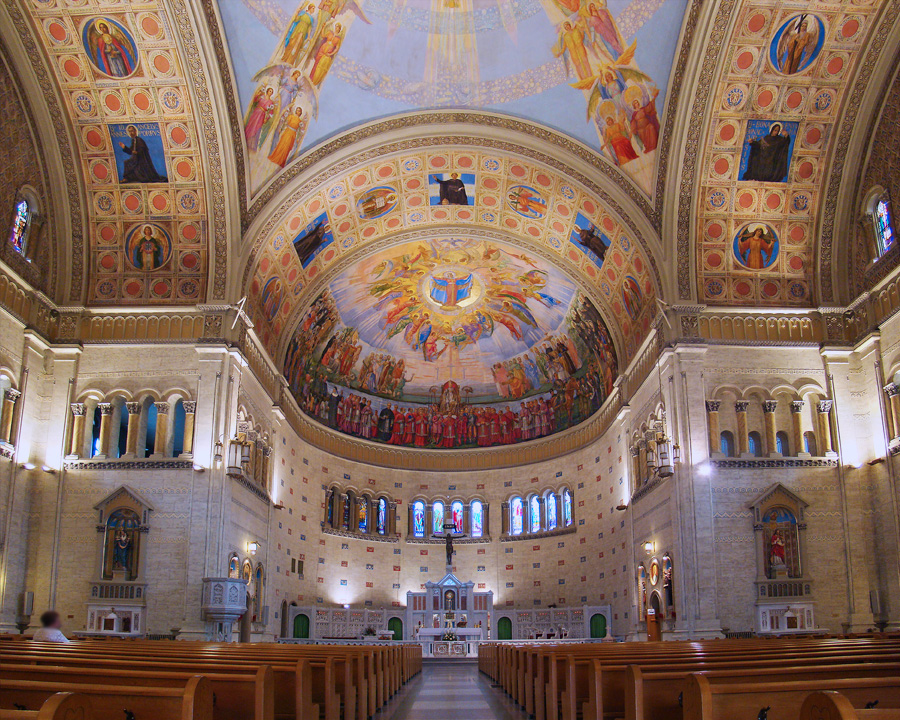
Église de Notre-Dame-de-la-Défense

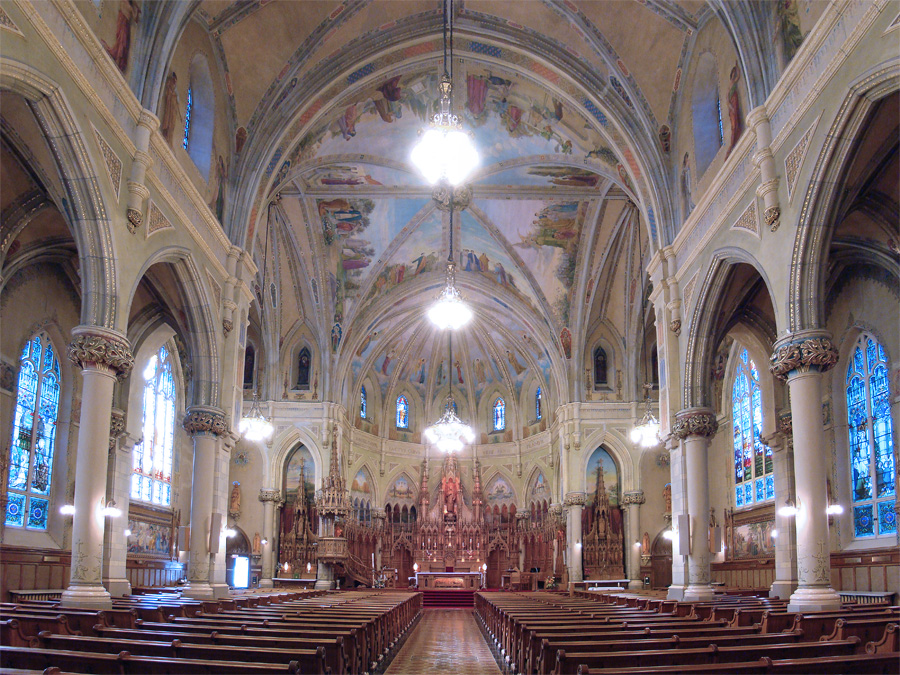
Église Saint-Viateur d'Outremont

- Église Sainte-Madeleine d'Outremont (Montréal, Outremont)
- Basilique Sainte-Anne de Varennes
- Bibliothèque de l'Assemblée nationale du Québec
- Cathédrale de l'Assomption de Trois-Rivières
- Cathédrale du Saint-Rosaire de Vancouver
- Chapelle de la maison-mère des sœurs des Saints-Noms-de-Jésus-et-de-Marie
- Château Dufresne
- Église de Saint-Adolphe-d'Howard
- Église de l'Annonciation d'Oka
- Église du Christ-Roi de West Warwick
- Église Notre-Dame-de-Grâce de Montréal
- Église Notre-Dame-de-la-Défense de Montréal
- Église Notre-Dame-du-Saint-Rosaire de Montréal
- Église Saint-Antoine de Montréal
- Église Saint-Antoine-de-Padoue d'Ottawa
- Église Saint-Esprit-de-Rosemont
- Église Sainte-Amélie de Baie-Comeau
- Église Sainte-Anne de Woonsocket
- Église Saint-Pierre-Apôtre de Montréal (les autels en 1931)
- Église Nativité-de-la-Sainte-Vierge-d'Hochelaga
- Église Saint-Cœur-de-Marie de Montréal
- Église Saint-Cœur-de-Marie de Chandler, Gaspésie.
- Église Saint-Édouard, Port-Alfred, Saguenay
- Église Saint-Ignace de Coteau-du-Lac (incendiée en 1999)
- Église Saint-Joseph-de-Soulanges (Les Cèdres)
- Église Saint-Matthieu de Central Falls, dans l'État de Rhode Island.
- Église Saint-Pierre de Shawinigan
- Église Sainte-Madeleine de Rigaud
- Église Immaculée-Conception de Bellerive (Salaberry-de-Valleyfield)
- Basilique-cathédrale Sainte-Cécile de Salaberry-de-Valleyfield (vitraux)
- Église Sainte-Thérèse de l'Enfant-Jésus d'Ottawa
- Église Saint-Michel de Montréal
- Église Notre-Dame du perpétuel secours de Ville-Émard
- Église Saint-Léon de Westmount
- Église Saint-Viateur d'Outremont
- Hôtel de ville de Montréal-Est[14]
- Musée d'histoire naturelle Williams-Park de Providence
- Oratoire Saint-Joseph de Québec
- Église Sainte-Thérèse de l'Enfant-Jésus de Jonquière
- Chapelle du séminaire de Saint-Hyacinthe
- Église Précieux-Sang de Saint-Hyacinthe (La Providence)
- Église Notre-Dame de Granby
- Église Saint-Eugène de Granby
- Église Saint-Cœur-de-Marie de Chandler (Fresques et vitraux)
- Église Saint-Clément-de-Viauville (Montréal)
- Église Sainte-Geneviève de Sainte-Geneviève-de-Batiscan (peintures murales en 1960)